# Trichaster acanthifer
Trichaster acanthifer is een slangster uit de familie Euryalidae.
De wetenschappelijke naam van de soort werd in 1927 gepubliceerd door Ludwig Döderlein.